# Вайсстайн, Эрик
Эрик Во́льфганг Вайсста́йн (англ. Eric Wolfgang Weisstein, род. 18 марта 1969, Блумингтон, Индиана) — американский математик-энциклопедист и астроном, сотрудник компании Wolfram Research, Inc. Автор широко известной и многократно переизданной энциклопедии «CRC Concise Encyclopedia of Mathematics» (Краткая энциклопедия математики), на основе которой создан популярный энциклопедический сайт «MathWorld».
В 2014 году избран членом рабочей группы проекта «Global Digital Mathematics Library» Международного математического союза.

## Биография и научная деятельность
Родился в Блумингтоне (штат Индиана, США). В 1990 году с отличием окончил Корнельский университет, получив степень бакалавра искусств в физике. В период обучения Вайсстайн участвовал в исследованиях на радиотелескопе обсерватории Аресибо (Пуэрто-Рико). Став аспирантом, он некоторое время работал в Центре космических полётов Годдарда (Гринбелт), где участвовал в разработке программ визуализации ураганов.
В 1993 году защитил диссертацию по планетологии в Калифорнийском технологическом институте (Калтехе), в 1996 году успешно защитил там же докторскую под названием «Millimeter/Submillimeter Fourier Transform Spectroscopy of Jovian Planet Atmospheres».
После защиты Вайсстайн несколько месяцев работал в Калтехе, продолжая работы в области субмиллиметровой спектроскопии, затем перешёл в Виргинский университет, факультет астрономии (Шарлотсвилль).

## Создание онлайн-энциклопедий
В 1995 году Вайсстайн создал в сети Калтеха гипертекстовый документ под названием «Сокровищница наук Эрика» (Eric's Treasure Trove of Sciences), куда включил различную справочную информацию. Он продолжал разработку своего справочника и после перехода в Виргинский университет. В ноябре 1998 года Вайсстайн заключил договор с издательством CRC Press на публикацию своей энциклопедии в книжном формате «CRC Concise Encyclopedia of Mathematics» (Краткая энциклопедия математики), с приложением компакт-диска.
Год спустя (декабрь 1999) он создал сайт MathWorld с более чем 13000 статей, большинство которых были написаны самим Вайсстайном. Сайт охватывает широкий диапазон математических разделов и тем. В их числе: алгебра, геометрия, математический анализ, дискретная математика, топология, теория чисел, теория вероятностей, статистика, основания математики, история математики, криптография, занимательная математика и многое другое. Статьи MathWorld написаны на высоком профессиональном уровне, включая ещё не решённые математические проблемы, и снабжены тщательно подобранными ссылками на книги и статьи по данной теме.
Появление сайта Mathworld вызвало недовольство компании CRC Press, заявившей, что это нарушает её авторские права на «Краткую энциклопедия математики». По требованию суда сайт был закрыт с 23 октября 2000 года по 6 ноября 2001. В ответ на закрытие MathWorld Вайсстайн создал другую энциклопедию математики на сайте PlanetMath. Апелляционный суд постановил сторонам применить посредничество, и дело было урегулировано соглашением сторон. Согласно соглашению, на всех веб-страницах MathWorld внизу было размещено уведомление об авторских правах CRC Press.
В январе 2002 года Вайсстайн создал сайт ScienceWorld (Eric Weisstein's World of Science), в нём более 1000 статей по нескольким наукам: астрономия, химия, физика, биографии учёных.